# 파일드라이버 (프로레슬링)
파일드라이버 (Piledriver)는 프로레슬링 기술의 하나이다. 전봇대찍기, 호박찍기, 못박기 등으로 불리며, 상당한 파괴력을 가진 난폭기술 중의 최고이다. 많은 레슬러들이 부상을 당하거나 사망에 이르기도 하고, 일반인들이 장난처럼 따라하다 사망으로 이어지는 기술이다. 사용방법은 상대방의 복부를 무릎이나 주먹으로 가격하여 허리를 숙이게 만든 후 머리를 잡아서 자신의 가랑이 사이에 끼워 고정시킨다. 그리고 그대로 상대방을 거꾸로 들어서 자신의 다리 사이로 주저 앉으면서 찍는 기술이다. 파일드라이버의 경우 머리부터 수직으로 떨어뜨리는 기술이기 때문에, 제대로 사용하지 못했을 경우 대단히 위험하며, 기본적인 파일드라이버 외에도 점프를 가미하여 파괴력을 끌어올린 점핑 파일드라이버, 한 명이 피폭자를 거꾸로 붙잡고 나머지 한 명이 피폭자의 다리를 누르면서 함께 찍는 스파이크 파일드라이버, 파일드라이버와 반대방향으로 붙잡아서 찍는 리버스 파일드라이버 등 수많은 파생기들이 존재하고 있다.

## 파생 기술

### 리버스 파일드라이버
리버스 파일드라이버 (Reverse piledriver)는 프로레슬링 기술의 하나로써 파일드라이버와 툼스톤 파일드라이버의 중간형태라고 볼 수 있는 기술이다. 그 위험도는 두 기술을 합친 것만큼 높기 때문에 프로레슬러들 사이에서도 자주 시전되지는 않는 기술이다.
과거 WWF에서 오웬 하트가 스티브 오스틴 선수에게 이 기술을 시전했다가 오스틴 선수의 목에 큰 부상을 주기도 했으며 오스틴 선수 역시 일본에서 활동 당시 쵸노 마사히로 선수에게 이 기술을 시전하여 목을 부러뜨린 적이 있는 기술이다. 이 기술은 먼저 툼스톤 파일드라이버의 준비 자세처럼 상대방을 마주보게 한 상태에서 거꾸로 뒤집어서 든다. 그리고 그 상태에서 무릎을 꿇으며 찍지 않고, 파일드라이버처럼 엉덩이로 착지하면서 가랑이 사이로 수직낙하시키는 기술이다.
여타 다른 파일드라이버와 달리 각도가 상당히 높고, 피폭자의 정면이 시전자의 양 다리사이를 향하고 있기 때문에 머리를 접수에 적합한 위치로 옮길 만한 공간적 여유가 부족하다. 그래서 부상의 위험도 상당히 높으며, 자주 사용되지는 않고 있다. 현재는 CHIKARA 소속의 마이크 쿽켄버시의 퀵켄드라이버 2, B.J 위트머의 아드레날린 스파이크 정도가 소수 인디 단체에서 사용되고 있다.

### 버티컬 서플렉스 파일드라이버
버티컬 서플렉스 파일드라이버(Vertical suplex piledriver) 또는 스타이너 스크류드라이버(Steiner ScrewDriver)는 프로레슬링 기술 중의 하나이다. 이 기술을 최초로 사용했던 선수는 스콧 스타이너이며, 릭 스타이너와 함께 만들었던 팀 스타이너 브라더스로 활동 당시 최초로 공개했던 기술이다.
이 기술의 사용법은 일단 그로기 상태의 상대방을 붙잡아서 브레인 버스터 자세로 들어서 몇초간 그 자세를 계속 유지한다. 그 이후 상대방의 몸통을 한순간에 자신과 마주보게 돌려 잡은 다음 그대로 상대방의 머리를 자신의 가랑이 사이로 낙하시켜 주저 앉으면서 바닥에 떨어뜨리는 기술이다. 형태는 브레인버스터와 리버스 파일드라이버의 중간 형태를 띠고 있다. 실제로 스콧 스타이너는 과거에 이 기술을 매우 정확하게 시전하여 여러명의 선수가 부상을 당했는데, 그가 처음으로 공개했을 때 기술을 맞았던 하세 히로시는 경기가 끝난 뒤 그 즉시 병원으로 실려간 일도 있다. 그 결과 자신 스스로 그 기술을 봉인한 채 다른 기술을 피니쉬로 사용해 왔었으나, 최근에는 다시금 S.S.D를 시전하는 모습을 보여 주고 있다.
일본에서는 이와 동일기로서 프로레슬링 Noah 소속의 사이토 아키토시의 데스 브랜드라는 기술이 있는데, 기술 자체는 동일하나 떨어지는 각도는 안전을 고려해서인지 원래의 S.S.D보다 상당히 완화되어 있다.
난이도가 높은 기술로, 난이도만큼이나 데미지도 엄청나고 실제로 사용할 수 있는 선수도 몇 명 없는 기술이라고 할 수 있다.

### 스쿱 슬램 파일드라이버
스쿱 슬램 파일드라이버(Scoop slam piledriver) 또는 덴잔 툼스톤 드라이버(Tenzan Tombstone Driver)는 신일본 프로레슬링소속의 프로레슬러 덴잔 히로요시 선수의 피니쉬 기술이다.
이 기술은 시전자가 피폭자의 가랑이 사이에 손을 넣어 거꾸로 든 다음 피폭자의 머리를 시전자의 가랑이 사이에 위치시키고 그대로 무릎을 꿇으며 착지하여 상대방의 머리에 충격을 주는 기술이다. 이때 시전자는 처음 피폭자의 가랑이 사이에 위치시켰던 손을 빼지 않고 그대로 유지하면서 눌러줌으로써 피폭자의 반동을 억제하여 더욱 큰 데미지를 주게 된다.
원래 이 기술의 처음 형태는 가랑이 사이에 손을 넣지 않고 피폭자의 허리를 양손으로 움켜잡은채로 그대로 주저 앉으면서 찍는 리버스 파일드라이버와 동일기(제 1대 T.T.D)였으나 위험도가 너무 높아 가랑이 사이에 손을 넣어 고정시키는 자세로 주저 앉으면서 찍는 '원조 T.T.D(제 2대 T.T.D)'로 한번 변형되었다가 최근에는 안전을 고려해서인지 무릎을 꿇는 식의 'T.T.D(제 3대 T.T.D)'를 사용하고 있다. 하지만 제 2대 T.T.D는 간혹 큰 경기가 있거나 자신이 인정한 상대방과 경기를 할 때만큼은 스스로 그 봉인을 풀고 종종 사용하고 있는데, 그 대표적 선수가 코지마 사토시이다.
최근의 경향을 보면 제 1대 T.T.D를 사용한 경기는 없다.

### 툼스톤 파일드라이버

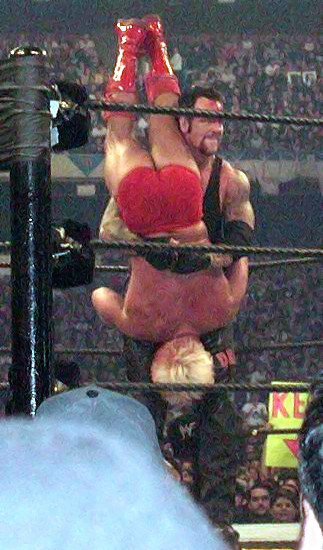
툼스톤 파일드라이버

툼스톤 파일드라이버 (Tombstone piledriver)란 프로레슬링에서 보편적이면서도 강력한 파괴력을 지니고 있는 파일드라이버의 파생형 기술이다. 파일드라이버가 상대방의 머리를 자신의 가랑이 사이에 끼운 다음 등뒤에서 움켜잡아 들어 올리기 때문에 시전자와 피폭자가 동일한 방향을 바라보게 되는 반면, 툼스톤 파일드라이버의 경우 마주보고 서 있는 상태에서 바로 뒤집어서 잡기 때문에 서로 마주보는 자세가 된다는 점이 차이가 있다. 구체적으로는 먼저 마주 본 상태에서 상대방의 몸을 180도 회전시켜 거꾸로 잡은 다음, 상대방의 머리를 자신의 가랑이 사이에 오도록 내려 잡고 자신의 머리 역시 상대방의 다리 사이에 넣어서 안정적인 자세를 만들어 준다. 그러고 나서 허벅지로 상대방의 머리를 꽉 조여서 흔들리지 않게 고정시킨 다음 무릎을 꿇으면서 그대로 바닥에 찍어버리는 기술이다. WWE의 언더테이커를 포함하여 일본에서도 수많은 레슬러들이 애용하고 있는 기술로써, 그 파괴력을 가미 하기 위해 점프를 첨가한 점핑 툼스톤 파일드라이버, 반동을 억제하기 위해 상대방의 가랑이 사이로 손을 넣어 고정시킨 채로 찍는 곳치식(or 크레이들)툼스톤 파일드라이버도 자주 사용되는 기술이다. 상당히 위험한 기술의 하나로써 몇몇 단체에서는 금지기술로 정해지기도 하였으나, WWE를 벗어나 여러 인디단체나 일본레슬링에서는 심심찮게 볼 수 있는 기술이다.